# Éric Senabre
Éric Senabre (né le 1er décembre 1973) est un auteur de romans et albums jeunesse. Il s'est fait connaître par sa trilogie de romans Sublutetia, dont le premier tome a inauguré l'activité romans chez l'éditeur Didier Jeunesse.

## Biographie
Né en 1973 en banlieue parisienne, Éric Senabre poursuit d'abord un cursus scientifique qu'il abandonne rapidement. Il se dirige alors vers des études de lettres, jusqu'à un doctorat sur la littérature fantastique, qu'il ne soutient finalement pas. Il débute peu après une carrière dans la presse de loisirs, au sein de titres spécialisés dans le high-tech.
En 2009, il commence la publication, en ligne, d'un premier roman jeunesse appelé Keren sous Paris, qui mêle aventures et une forme de science-fiction évoquant les récits d'anticipation classiques. Quelques mois plus tard, le hasard l'amène à envoyer son manuscrit aux éditions Didier Jeunesse qui cherchent alors à lancer une collection de romans. Le texte, remanié, sort en octobre 2011 sous le titre Sublutetia, La Révolte de Hutan. Il est alors décidé que Sublutetia formera une trilogie. La critique s'en fait l'écho,. Le titre remporte notamment le prix Saint-Exupéry pour sa 24e édition, en 2012.
Les deux volets suivants, Le Dernier Secret de maître Houdin et Le Ventre de Londres, sortent en 2012 et 2013,. La trilogie, dans son ensemble, reflète le goût de l'auteur pour la littérature populaire d'imagination de la fin du XIXe siècle et de la première moitié du XXe siècle ; ainsi, Conan Doyle, Robert Louis Stevenson, Mark Twain ou encore Maurice Renard sont cités comme des influences majeures,. La filiation avec Jules Verne est souvent mise en avant, aussi bien par l'éditeur de Sublutetia que par la critique ; toutefois, pour l'auteur, elle n'a que peu de fondements, en cela qu'il avoue n'avoir jamais été un grand lecteur de Verne,.
Dans le même temps, Éric Senabre signe le texte de Rockin' Johnny, un livre-disque dédié aux débuts du rock, illustré par Christophe Merlin et raconté pour sa partie audio par Dominique Pinon. À l'automne 2013, l'album obtient un Coup de cœur de l'Académie Charles Cros.
En 2015, Eric Senabre publie Elyssa de Carthage, un roman d'aventures et d'espionnage sur fond d'antiquité. Mais le roman peine à trouver son public et ne rencontre pas le même succès que Sublutetia. 
L'année suivante sort Le Dernier Songe de Lord Scriven, un roman policier situé au début du XXe siècle et mettant en scène un détective privé d'origine indienne, Arjuna Banerjee, qui utilise les rêves pour résoudre ses enquêtes. Profitant probablement de l'enthousiasme suscité par des séries TV comme Sherlock, laquelle joue sur des ambiances proches malgré la différence d'époque, le roman remporte le 28e prix Saint-Exupéry, le prix des 12/14 ans à la Foire du livre de Brive en 2016 et le prix des Mordus du polar 2017 organisé par les bibliothèques de la ville de Paris,,.
La suite des aventures d'Arjuna Banerjee, bien qu'annoncée à la fin du premier volume, est mise en attente au profit de deux autres projets. C'est d'abord Elvide et Milon, un nouveau livre-disque illustré par Élodie Coudray et récité par Jacques Bonnaffé. Ce petit conte d'inspiration médiévale est un prétexte à faire découvrir la musique du Moyen Âge, à travers le travail de l'Ensemble Obsidienne. L'album obtient à nouveau un coup de cœur de l'Académie Charles Cros. Puis, c'est un autre roman, Star Trip, qui paraît au printemps 2017. Contrairement à ce que le titre et le thème pourraient laisser croire, c'est le premier roman d'Eric Senabre à ne pas appartenir à un sous-genre littéraire marqué, comme le fantastique, le policier ou la science-fiction. L'auteur le veut autant un hommage à Star Trek qu'à Carlos Castaneda et, d'une manière plus générale, à la culture populaire de la fin des années 60,. Il est sélectionné pour la première édition Prix Vendredi 2017, qui récompense un ouvrage jeunesse pour public adolescent. 
La même année 2017 paraît Megumi et le Fantôme, un nouveau roman fantastique destiné à des lecteurs plus jeunes. Il obtient le prix des Incos 2018/2019 dans la catégorie CM2/6ème.
En septembre 2018, Éric Senabre signe Ellen, l'une des dix nouvelles du recueil Poilus, chez Thierry Magnier, mettant en scène des récits d'animaux pendant la 1re guerre mondiale. 
Un mois plus tard, une suite au Dernier Songe de Lord Scriven est finalement publiée. Intitulée Le Vallon du sommeil sans fin, elle met en scène le même duo d'enquêteurs (Arjuna Banerjee et Christopher Carandini) dans une nouvelle enquête en quasi huis-clos.
En 2019, La Seizième clé marque un retour à la science-fiction. Michel Abescat de Télérama estime que le roman "mêle avec succès la comédie au questionnement scientifique". Le roman suivant, Le Jeu d'Hiroki, relève lui aussi de la science-fiction, tout en marquant un retour à l'univers japonais inauguré trois ans plus tôt, et aussi à un public plus jeune. Si le sujet est directement lié à celui des jeux vidéo, Éric Senabre explique, dans une interview publiée sur le site de son éditeur, que sa principale inspiration est le film de horror Ring. Le Jeu d'Hiroki est récompensé par plusieurs prix, dont celui de littérature jeunesse du festival Lire en Poche, à Gradignan. 
Avalon Park paraît en 2020, quelques jours avant le deuxième confinement. Son thème (des enfants isolés sur une île pendant une crise sanitaire mondiale) a des échos avec l'actualité d'alors, même si son écriture avait été initiée avant la crise du Covid-19, dans le cadre du Feuilleton des Incos. Il s'agit probablement du livre le plus sérieux de son auteur, qui cite des influences comme Sa Majesté des Mouches de William Golding ou encore les films Zombie de George Romero et ¿Quién puede matar a un niño? de Narciso Ibáñez Serrador. 

### Vie privée
Éric Senabre a quitté la région parisienne pour s'installer dans le Pays de Léon (Finistère nord) à la fin de l'année 2016.

#### Centres d'intérêt
Éric Senabre est passionné par les arts martiaux et a pratiqué divers styles de kung fu, le Pencak-Silat, le krav maga, le kendô, le kenjutsu, le Ho Shin Soul, l'aïkido et le kickboxing. Il est aussi un amateur de cinéma, et de cinéma fantastique en particulier.

## Style littéraire
Éric Senabre se définit comme avant tout comme un auteur de littérature populaire, quand bien même ses romans ont tous été publiés en édition jeunesse. Il affirme ne pas avoir de style particulier ou reconnaissable, et préférer adapter son écriture au genre qu'il met en scène.

## Influence anglo-saxonne
Si l'action des deux premiers romans d'Éric Senabre se déroulaient à Paris, la suite de son œuvre montre un penchant indéniable pour l'Angleterre et les pays de langue anglaise en général (Irlande, États-Unis). Il déclare : 
«  Je me sens bien plus proche de la culture populaire anglaise que de la française. Ce n'est pas un jugement de valeur, plutôt une question de sensibilité. Il y a, chez les anglo-saxons, une manière d'intégrer le fantastique au quotidien qui nous fait défaut. Cela vaut pour la littérature mais aussi pour la musique, la peinture... Une culture du fantôme, un goût de l'étrange, une certaine résignation face à l'absurdité des situations, aussi.» »
— cité par Claire Sarfati pour Hachette.fr

## Œuvres
- 2011 : Sublutetia, tome 1 : La Révolte de Hutan, roman, éditions Didier Jeunesse
- 2012 : Sublutetia, tome 2 : Le Dernier Secret de maître Houdin, roman, éditions Didier Jeunesse
- 2012 : Rockin' Johnny, album illustré par Christophe Merlin, roman, éditions Didier Jeunesse
- 2013 : Sublutetia, tome 3 : Le Ventre de Londres, roman, éditions Didier Jeunesse
- 2015 : Elyssa de Carthage, roman, éditions Didier Jeunesse
- 2015 : Piccadilly Kids, tome 1 : Londres, Secrets et rock-stars, roman, éditions ABC Melody
- 2016 : Piccadilly Kids, tome 2 : La Malédiction de Miss Kensington, roman, éditions ABC Melody
- 2016 : Le Dernier Songe de Lord Scriven, roman, éditions Didier Jeunesse
- 2017 : Elvide et Milon, album illustré par Elodie Coudray, éditions Didier Jeunesse
- 2017 : Star Trip, roman, éditions Didier Jeunesse
- 2017 : Megumi et le fantôme, roman, éditions Didier Jeunesse
- 2018 : Le Vallon du sommeil sans fin, roman, éditions Didier Jeunesse
- 2019 : Le Cirque Amicus, album illustré par Christel Espié, éditions Didier Jeunesse
- 2019 : La Seizième Clé, roman, éditions Didier Jeunesse
- 2020 : Le Jeu d'Hiroki, roman, éditions Didier Jeunesse
- 2020 : Avalon park, roman, éditions Didier Jeunesse
- 2021 : À la recherche de Mrs Wynter, roman, éditions Didier Jeunesse
- 2022 : Katsuro le Titan, roman, éditions Didier Jeunesse
- 2022 : La Semeuse d'effroi, roman, éditions Didier Jeunesse
- 2023 : Sushi Crush (avec Masayo Chéreau), roman, éditions Didier Jeunesse
- 2024 : Les Spectres de Draven School, roman, éditions Didier Jeunesse
- 2024 : Young-soon perdue dans le temps, roman, éditions Didier Jeunesse
- 2024 : Histoires jamais entendues dans un tea shop à Londres (sous le nom de Peter B. Drake), nouvelles, éditions HJE